# Mykoła Komarow
Mykoła Anatolijowycz Komarow (ukr. Микола Анатолійович Комаров; ur. 23 sierpnia 1961 w Zaporożu) – ukraiński wioślarz. W barwach ZSRR srebrny medalista olimpijski z Seulu.
Zawody w 1988 były jego jedynymi igrzyskami olimpijskimi. Medal wywalczył w ósemce. Na mistrzostwach świata zdobył trzy medale: złoto w ósemce w 1985, srebro w tej samej konkurencji rok później oraz srebro w czwórce ze sternikiem w 1987).